# Poročnik (Kriegsmarine)
Poročnik (izvirno nemško Leutnant zur See; dobesedno Poročnik k morju; kratica: Ltnt. oz. Ltn.) je bil najnižji častniški čin v nemški Kriegsmarine, ki je bil prevzet od Reichsmarine (iz časov Weimarske republike). 
Nižji čin je bil Oberfähnrich zur See (najvišji kadetski čin), medtem ko je bil višji nadporočnik. V drugih vejah Wehrmachta (Heer in Luftwaffe) mu je ustrezal čin poročnika, medtem ko mu je v Waffen-SS ustrezal čin SS-Untersturmführerja.

## Napredovanje
V času Reichsmarine je kadet potreboval 4,5 let, da je dosegel čin poročnika, nato pa se je čas skrajševal. Od leta 1938 je kadet povprečno potreboval 2 leti in 6 mesecev za čin poročnika.

## Oznaka čina
Osnovna (naramenska) oznaka čina poročnika je bila sestavljena le iz štirih vrvic, ki so bile pritrjene na črno podlago v obliki U. Častniki tehniške stroke pa so imeli na spodnji del epolete dodan še simbol zobnika. 
Narokavna oznaka čina (ki se je nahajala na spodnjem delu rokava) je bila sestavljena iz ene zlate črte in nad njo se je nahajala ena petkraka zvezda.
Oznaka čina za slavnostno uniformo je bila oznaka sidra na zlati epoleti (z belo obrobo).
Galerija
- Osnovna naramenska oznaka čina
- Narokavna oznaka čina